# 参内镇
参内镇是中华人民共和国福建省泉州市安溪县下辖的一个乡镇级行政单位。辖区内有福建农林大学安溪茶学院。
2020年，参内乡更名为参内镇。

## 行政区划
参内镇下辖以下地区：
镇中村、镇东村、祜水村、美塘村、大厝村、参山村、圆潭村、罗内村、坑头村、岩前村、田底村和洋乌内场。

## 公交車
- 安溪公交
  - 城區5路(茶學院線):清溪橋-茶學院(安溪公共運輸公司)
  - 城區6路(茶學院線):童仔寨-茶學院(安溪公共運輸公司)
  - 城區8路(茶學院線):三江豪苑-茶學院(安溪公共運輸公司)